# Martin Løwstrøm Nyenget
Martin Løwstrøm Nyenget, född 1 april 1992, är en norsk längdskidåkare som representerar klubben  Lillehammer SK.

## Karriär
Løwstrøm Nyenget debuterade i världscupen i längdskidåkning år 2014. Han tog sin första vinst i världscupen den 6 mars 2022. Totalt har han i världscupen tagit 19 podiumplaceringar varav fyra vinster. Han har även tävlat i Ski Classics långloppscup där han placerat sig på pallen 9 gånger och vunnit fyra av loppen.
Vid VM 2025 tog Nyenget silver på skiathlon.